# Военный крест (Люксембург)
Военный крест  (фр. Croix de Guerre, нем. Kriegskreuz) — военная награда Люксембурга, учрежденная 17 апреля 1945 года великой герцогиней Шарлоттой. Военным крестом награждаются за военные заслуги и подвиги. 
Крестом награждались как граждане Люксембурга, так и иностранные военнослужащие. Военным крестом также могли награждаться воинские части. 

## Крест 1940-1945 годов
Этой наградой награждались военнослужащие, которые отличились во время Второй мировой войны. 
Награда представляет собой темно-бронзовый восьмиконечный крест. Он увенчан великой герцогской короной. На аверсе изображена большая буква С, увенчанная короной. На реверсе указаны цифры «1940». Крест имеет скрещенные мечи, направленные клинками вверх. Лента - фиолетового цвета с тремя полосами желто-оранжевого цвета, расположенными на равном расстоянии от центра. Края тоже желто-оранжевые.

## Крест 1951 года
Военный крест 1951 года был учрежден в мае 1951 года. Этой наградой награждаются те военнослужащие Люксембурга и организации, которые отличились проявлениями храбрости и мужества. Им могут награждать посмертно. Военный крест 1951 года был учрежден для поощрения военнослужащих в Корейской войне и других вооружённых конфликтах, в которых примет участие Люксембург.
Награда выглядит точно так же, как Военный крест 1940-1945 годов, за исключением реверса. Вместо цифр «1940» это место занимает венок из дубовых листьев.

## Награда для военнослужащихСША

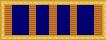
Планка для военнослужащих ВС США

Награда для военнослужащих США немного отличается тем, что для них создана особая наградная планка. Она отличается тем, что заключена в золотую рамку. Цвета те же, что у ленты для воинских подразделений. 

## Известные кавалеры
- Д. Эйзенхауэр